# 馬克·哈雷利克
馬庫斯·法蘭克·哈雷利克（英語：Marcus Frank Harelik，1951年6月5日—）是一名美國男演員和劇作家。

## 早年生活
哈雷利克出生於德克薩斯州漢密爾頓。
1909年，哈雷利克的俄裔猶太人祖父哈斯凱爾·哈雷利克（Haskell Harelik，哈雷利克於1985年的劇作《The Immigrant》就是以他為原型）移民到德克薩斯州加爾維斯敦

## 職業生涯
1987年，哈雷利克搬到洛杉磯，與蘭道爾·梅勒（Randal Myler）共同創作《Hank Williams: Lost Highway》。1990年，他參與霍華德·科德劇本《Search and Destroy》和威廉·波爾（William Ball）劇本《Cherry Orchard》的演出。
哈雷利克曾出演電影《呢個校園選乜鬼》、《侏羅紀公園3》、《天才家族》、《包您滿意》及《42號傳奇》。動畫方面，他在《天鵝公主》中為烏貝塔女王（Queen Uberta）的近侍羅傑斯爵士（Lord Rogers）配音。哈雷利克曾在電視連續劇《宋飞传》、《Wings》、《優雅從容》、《威尔与格蕾丝》、《淘小子看世界》、《絕命毒師》、《识骨寻踪》、中飾演角色，並在《生活大爆炸》第一季中飾演埃里克·蓋博豪澤博士（Dr. Eric Gablehauser）。他還在中飾演薩拉·唐克里迪的律師。他飾演了《歡樂酒店》系列終結篇、2002年喬斯·溫登的《夜行天使》一集中的庫魯舒伯爵（Count Kurushu），以及《星艦奇航記：重返地球》中的「Counterpoint」一集。他還出現在五集短暫的NBC劇集《異度覺醒》中。
2015年，他以自己的名字出演天軍僱用的演員，在電視連續劇《傳教士》中飾演上帝，之後又飾演上帝本人。
哈雷利克出演過百老匯音樂劇《广场之光》。他的劇作《The Immigrant》廣受好評，並被改編為同名音樂劇。
1997年，他推出了續集《The Legacy》，將真實故事改編為虛構故事。他曾出演其他多部劇作，包括《Temptation》（1989年）、《The Heidi Chronicles》（1991年）、《Elmer Gantry》（1991年）、《Tartuffe》（1999年）、《Old Money》（2000年）、《The Hollow Lands》（2000年）、《Be Aggressive》、《The Beard of Avon》（2001年）及《Cyrano de Bergerac》（2004年）。哈雷利克還在HBO的劇集《繼續下去》（改編自同名英國情景喜劇的美國版）中飾演保羅·史帝克雷醫生（Dr. Paul Stickley）。
2015年，哈雷利克在《This Isn't Funny》中合演傑米·湯普森（Jamie Thompson）的父親。2017年，他在電影《勝負反手拍》中飾演棒球選手漢克·格林伯格。2024年，他在《ONE PIECE》中飾演Dr.西爾爾克。

## 個人生活
哈雷利克的妻子是女演員斯賓塞·凱登，她曾與他一起演出劇場作品。他們有一個孩子。

## 影視作品

### 電影
| 年份 | 標題                 | 角色               | 備註 |
| ---- | -------------------- | ------------------ | ---- |
| 1990 | 《地精格诺姆》       | Detective Kaminsky |      |
| 1994 | 《天鵝公主》         | Lord Rogers        | 配音 |
| 1999 | 《呢個校園選乜鬼》   | Dave Novotny       |      |
| 2001 | 《侏羅紀公園3》      | 班·希爾德布蘭      |      |
| 2004 | 《天才家族》         | Burt               |      |
| 2006 | 《包您滿意》         | 圓桌主持           |      |
| 2007 | 《小心偵探》         | Detective Barloe   |      |
| 2009 | 《愛情時鐘》         | Dr. Serious        |      |
| 2009 | 《任務》             | Martin             |      |
| 2011 | 《Meeting Spencer》  | David Thiel        |      |
| 2013 | 《42號傳奇》         | 賀伯·潘奈克        |      |
| 2015 | 《This Isn't Funny》 | Joseph Thompson    |      |
| 2015 | 《》                 | 愛德華·穆爾        |      |
| 2017 | 《勝負反手拍》       | 漢克·格林伯格      |      |

### 電視
| 年份      | 標題                     | 角色                   | 備註                             |
| --------- | ------------------------ | ---------------------- | -------------------------------- |
| 1993      | 《Wings》                | Davis Lynch            | 5集                              |
| 1993      | 《歡樂酒店》             | Reed Manchester        |                                  |
| 1997      | 《宋飞传》               | Milos                  |                                  |
| 1998      | 《星艦奇航記：重返地球》 | Inspector Kashyk       | 1集                              |
| 1999      | 《淘小子看世界》         | Jedediah Lawrence      | 3集                              |
| 2004      | 《威尔与格蕾丝》         | Tim                    | 3集                              |
| 2005      | 《吉爾莫女孩》           | Stuart Wultz           |                                  |
| 2005      | 《》                     | Mr. Foster             |                                  |
| 2006      | 《》                     | Keith                  | 1集                              |
| 2006      | 《识骨寻踪》             | Dr. Peter Ogden        | 1集                              |
| 2007–2008 | 《生活大爆炸》           | 埃里克·蓋博豪澤博士    | 5集                              |
| 2008      | 《靈媒緝凶》             | Publisher Elliot David |                                  |
| 2009      | 《》                     | Mikhail Alvanov        | 集數：「Mr. Monk and the Badge」 |
| 2010      | 《絕命毒師》             | 醫生                   |                                  |
| 2012      | 《異度覺醒》             | Carl Kessel            | 6集                              |
| 2015      | 《打不倒的金咪》         | Julian Voorhees        | 1集                              |
| 2015      | 《被留下的人》           | Peter                  |                                  |
| 2016—2019 | 《傳教士》               | 馬克·哈雷利克／上帝    |                                  |
| 2018      | 《城堡岩》               | 高登                   | 3集                              |
| 2019      | 《》                     | 理查                   | 2集                              |
| 2022      | 《菜鳥老警》             | William Bloomfield     | 1集                              |
| 2025      | 《ONE PIECE》            | Dr.西爾爾克            |                                  |

## 榮譽
- 2003年羅特獎（英语：Lucille Lortel Award）傑出音樂劇獎—《Hank Williams: Lost Highway（英语：Hank Williams: Lost Highway (musical)）》（提名）[19]
- 2005年戲劇桌獎傑出音樂劇本獎（英语：Drama Desk Award for Outstanding Book of a Musical）—《The Immigrant》（提名）[1]
- 2011年十煙囪基金會（英语：Ten Chimneys）倫特-豐塔納研究員[20]

## 著作
- The Immigrant[21][22]
- The Legacy[23]

## 外部連結
- 互聯網百老匯資料庫（IBDB）上馬克·哈雷利克的資料（英文）
- 馬克·哈雷利克在互联网电影资料库（IMDb）上的資料（英文）
- Mark Harelik at the Lortel Archives
- Mark Harelik （页面存档备份，存于） at the BroadwayWorld.com Database